# Vesela jesen 1994
XXVII. Vesela jesen je potekala 15. oktobra 1994 v dvorani Tabor v organizaciji Radia Maribor. Vodila sta jo Ida Baš in Zoran Turk, orkestru pa je dirigiral Edvard Holnthaner.

## Tekmovalne skladbe
| #   | Izvajalec                 | Naslov pesmi                      | Avtorji (glasbe − besedila − aranžma)                  | Nagrade                                         |
| --- | ------------------------- | --------------------------------- | ------------------------------------------------------ | ----------------------------------------------- |
| 1.  | Vagabundi                 | Vesejla jesen                     | Igor Podpečan − Vera Šolinc − Podpečan                 |                                                 |
| 2.  | Gamsi                     | Bi blo prov                       | Vili Bertok                                            |                                                 |
| 3.  | Boštjan Rous              | Daljina                           | Boštjan Rous − Rous − Bojan Adamič                     |                                                 |
| 4.  | Mikado                    | Klošer Miha                       | Boštjan Zgrebec − Metka Karba Jauk − Edvard Holnthaner | 3. nagrada za besedilo                          |
| 5.  | Miran Zadnik              | Ribiška fešta                     | Bojan Lavrič − Ivan Sivec − Bojan Adamič               |                                                 |
| 6.  | Cmok                      | Pje' si loj                       | Oto Pestner − Dare Hering − Pestner                    | zlati klopotec = 1. nagrada občinstva           |
| 7.  | Duo Black Jack            | Smo pr'jatli                      | Dušan Šandrič                                          |                                                 |
| 8.  | Čudežna polja             | Včeraj s'n se ločo                | Gorazd Elvič − Miroslav Slana − Martin Lesjak          |                                                 |
| 9.  | Rudi Miložič              | Moj dom                           | Rajko Stropnik − Mitja Šipek − Dečo Žgur               | 1. nagrada za besedilo, 3. nagrada občinstva    |
| 10. | Sanja Mlinar              | Štajerski frajerji                | Edvin Fliser − Darja Mlinar − Mišo Vučkovič            | 2. nagrada občinstva                            |
| 11. | Elio Pisak                | Zdej njo an tat poljublja na vrat | Đorđe Novković − Elio Pisak − Edvard Holnthaner        |                                                 |
| 12. | Prerod                    | Pa si gojzare obujem              | Boris Rošker − Miroslav Slana − Jože Privšek           | 3. nagrada za besedilo                          |
| 13. | Aleksander Jež            | Moj mucek                         | Aleksander Jež − Jež − Dušan Zore                      | 3. nagrada občinstva                            |
| 14. | Anita Zore & Rudi Trojner | Baugi, baugi mouž                 | Igor Podpečan − Tone Gaberšek − Podpečan               |                                                 |
| 15. | Robi Horvat               | Ciganka                           | Edvin Fliser − Slavko Ozvatič − Oto Pestner            | 2. nagrada za besedilo                          |
| 16. | Primorski fantje          | Primorska fešta                   | Boris Rošker − Ivica Vergan − Jože Privšek             | 1. nagrada strokovne žirije, nagrada za aranžma |